# Campeonato Mundial de Ginástica Artística de 2007
O XL Campeonato Mundial de Ginástica Artística transcorreu entre 1º e 9 de setembro de 2007, na cidade de Stuttgart, Alemanha. Esta edição serviu como classificatória para os Jogos Olímpicos de Verão de 2008.

## Eventos
- Individual geral masculino
- Equipes masculino
- Solo masculino
- Barra fixa
- Barras paralelas
- Cavalo com alças
- Argolas
- Salto sobre a mesa masculino
- Individual geral feminino
- Equipes feminino
- Trave
- Solo feminino
- Barras assimétricas
- Salto sobre a mesa feminino

## Países participantes
Um total de 54 países estiveram representados no Mundial de Ginástica Artística. Entre parênteses o número de ginastas por nação.
| \| - África do Sul (5) - Albânia (3) - Alemanha (14) - Argélia (3) - Argentina (6) - Armênia (2) - Austrália (14) - Áustria (6) - Azerbaijão (1) - Bahamas (1) - Bélgica (6) - Bielorrússia (12) - Brasil (14) - Bulgária (12) - Canadá (14) - Cazaquistão (9) - Chile (4) - China (14) - Chipre (2) - Colômbia (6) - Coreia do Norte (9) - Coreia do Sul (12) - Croácia (4) - Dinamarca (5) - Egito (5) - El Salvador (1) - Equador (2) \| - Eslováquia (4) - Eslovênia (6) - Espanha (14) - Estados Unidos (14) - Estónia (1) - Filipinas (1) - Finlândia (6) - França (14) - Geórgia (1) - Grécia (14) - Hong Kong (3) - Hungria (6) - Iêmen (3) - Irão (3) - Irlanda (3) - Islândia (4) - Israel (5) - Itália (14) - Japão (13) - Jordânia (3) - Kuwait (3) - Letônia (6) - Lituânia (6) - Luxemburgo (2) - Malásia (3) - Marrocos (2) - México (10) \| - Namíbia (2) - Noruega (6) - Nova Zelândia (2) - Países Baixos (14) - Polónia (9) - Porto Rico (8) - Portugal (10) - Catar (2) - Quirguistão (1) - Reino Unido (14) - Chéquia (10) - Roménia (14) - Rússia (14) - Sérvia (2) - Singapura (3) - Síria (1) - Sri Lanka (3) - Suécia (3) - Suíça (14) - Tailândia (3) - Taiwan (5) - Tunísia (1) - Turquia (1) - Ucrânia (14) - Uzbequistão (6) - Venezuela (5) - Vietname (4) \| | | |
| - África do Sul (5) - Albânia (3) - Alemanha (14) - Argélia (3) - Argentina (6) - Armênia (2) - Austrália (14) - Áustria (6) - Azerbaijão (1) - Bahamas (1) - Bélgica (6) - Bielorrússia (12) - Brasil (14) - Bulgária (12) - Canadá (14) - Cazaquistão (9) - Chile (4) - China (14) - Chipre (2) - Colômbia (6) - Coreia do Norte (9) - Coreia do Sul (12) - Croácia (4) - Dinamarca (5) - Egito (5) - El Salvador (1) - Equador (2) | - Eslováquia (4) - Eslovênia (6) - Espanha (14) - Estados Unidos (14) - Estónia (1) - Filipinas (1) - Finlândia (6) - França (14) - Geórgia (1) - Grécia (14) - Hong Kong (3) - Hungria (6) - Iêmen (3) - Irão (3) - Irlanda (3) - Islândia (4) - Israel (5) - Itália (14) - Japão (13) - Jordânia (3) - Kuwait (3) - Letônia (6) - Lituânia (6) - Luxemburgo (2) - Malásia (3) - Marrocos (2) - México (10) | - Namíbia (2) - Noruega (6) - Nova Zelândia (2) - Países Baixos (14) - Polónia (9) - Porto Rico (8) - Portugal (10) - Catar (2) - Quirguistão (1) - Reino Unido (14) - Chéquia (10) - Roménia (14) - Rússia (14) - Sérvia (2) - Singapura (3) - Síria (1) - Sri Lanka (3) - Suécia (3) - Suíça (14) - Tailândia (3) - Taiwan (5) - Tunísia (1) - Turquia (1) - Ucrânia (14) - Uzbequistão (6) - Venezuela (5) - Vietname (4) |

## Medalhistas
Masculino
| Evento                    | Ouro                                                                           | Prata | Bronze |
| Equipes detalhes          | Chen Yibing · Xu Huang · Liang Fuliang · Yang Wei · Qin Xiao · Zou Kai · China | Hiroyuki Tomita · Shun Kuwahara · Takuya Nakase · Yosuke Hoshi · Hisashi Mizutori · Makoto Okiguchi · Japão | Fabian Hambüchen · Thomas Andergassen · Robert Juckel · Eugen Spiridonov · Marcel Nguyen · Philipp Boy · Alemanha |
| Individual geral detalhes | Yang Wei · China                                                               | Fabian Hambüchen · Alemanha                                                                                 | Hisashi Mizutori · Japão                                                                                          |
| Salto detalhes            | Leszek Blanik · Polónia                                                        | Ilie Daniel Popescu · Roménia                                                                               | Ri Se-gwang · Coreia do Norte                                                                                     |
| Solo detalhes             | Diego Hypólito · Brasil                                                        | Gervasio Deferr · Espanha                                                                                   | Hisashi Mizutori · Japão                                                                                          |
| Cavalo com alças detalhes | Xiao Qin · China                                                               | Krisztián Berki · Hungria                                                                                   | Louis Smith · Reino Unido                                                                                         |
| Barras paralelas detalhes | Kim Dae-eun · Coreia do Sul · Mitja Petkovšek · Eslovênia                      | nenhum | Anton Fokin · Uzbequistão                                                                                         |
| Argolas detalhes          | Chen Yibing · China                                                            | Yuri van Gelder · Países Baixos                                                                             | Jordan Jovtchev · Bulgária                                                                                        |
| Barra fixa detalhes       | Fabian Hambüchen · Alemanha                                                    | Aljaž Pegan · Eslovênia                                                                                     | Hisashi Mizutori · Japão                                                                                          |

Feminino
| Evento                       | Ouro | Prata                                                                            | Bronze |
| Equipes detalhes             | Shawn Johnson · Nastia Liukin · Alicia Sacramone · Shayla Worley · Samantha Peszek · Ivana Hong · Estados Unidos | Cheng Fei · He Ning · Jiang Yuyuan · Xiao Sha · Yang Yilin · Li Shanshan · China | Cătălina Ponor · Sandra Izbașa · Steliana Nistor · Cerasela Pătrașcu · Daniela Druncea · Andreea Grigore · Roménia |
| Individual geral detalhes    | Shawn Johnson · Estados Unidos                                                                                   | Steliana Nistor · Roménia                                                        | Jade Barbosa · Brasil · Vanessa Ferrari · Itália                                                                   |
| Salto detalhes               | Cheng Fei · China                                                                                                | Hong Su-jong · Coreia do Norte                                                   | Alicia Sacramone · Estados Unidos                                                                                  |
| Solo detalhes                | Shawn Johnson · Estados Unidos                                                                                   | Alicia Sacramone · Estados Unidos                                                | Cassy Vericel · França                                                                                             |
| Trave detalhes               | Nastia Liukin · Estados Unidos                                                                                   | Steliana Nistor · Roménia · Li Shanshan · China                                  | nenhum |
| Barras assimétricas detalhes | Ksenia Semenova · Rússia                                                                                         | Nastia Liukin · Estados Unidos                                                   | Yang Yilin · China                                                                                                 |

## Quadro de medalhas
| Ordem | País            | Medalha de ouro | Medalha de prata | Medalha de bronze |    |
| ----- | --------------- | --------------- | ---------------- | ----------------- | -- |
| 1     | China           | 5               | 2                | 1                 | 8  |
| 2     | Estados Unidos  | 4               | 2                | 1                 | 7  |
| 3     | Alemanha        | 1               | 1                | 1                 | 3  |
| 4     | Eslovénia       | 1               | 1                |                   | 2  |
| 5     | Brasil          | 1               |                  | 1                 | 2  |
| 6     | Coreia do Sul   | 1               |                  |                   | 1  |
| 6     | Polónia         | 1               |                  |                   | 1  |
| 6     | Rússia          | 1               |                  |                   | 1  |
| 9     | Roménia         |                 | 3                | 1                 | 4  |
| 10    | Japão           |                 | 1                | 3                 | 4  |
| 11    | Coreia do Norte |                 | 1                | 1                 | 2  |
| 12    | Espanha         |                 | 1                |                   | 1  |
| 12    | Hungria         |                 | 1                |                   | 1  |
| 12    | Países Baixos   |                 | 1                |                   | 1  |
| 15    | Bulgária        |                 |                  | 1                 | 1  |
| 15    | Itália          |                 |                  | 1                 | 1  |
| 15    | França          |                 |                  | 1                 | 1  |
| 15    | Grã-Bretanha    |                 |                  | 1                 | 1  |
| 15    | Uzbequistão     |                 |                  | 1                 | 1  |
| TOTAL | TOTAL           | 15              | 14               | 14                | 43 |